# Personnages de StarCraft
 (juin 2018).
Si vous disposez d'ouvrages ou d'articles de référence ou si vous connaissez des sites web de qualité traitant du thème abordé ici, merci de compléter l'article en donnant les références utiles à sa vérifiabilité et en les liant à la section « Notes et références ».

Les personnages récurrents et majeurs de l'univers de science-fiction militaire StarCraft sont énumérés ci-dessous, organisés par espèces respectives. 
L’histoire de l'univers StarCraft se situe dans un secteur de la Voie lactée éloigné de la Terre, où trois espèces sont en lice pour la suprématie. Il y a tout d'abord, les Terrans, des humains qui ont jadis quitté la Terre. Les Protoss, une race théocratique qui possède des pouvoirs psioniques. Les Zerg, une espèce insectoïde organisée en ruche et qui est très agressive. Les deux dernières espèces ont été génétiquement modifiées par les Xel’Naga, une quatrième espèce présumée éteinte. 
La série a commencé avec le jeu vidéo StarCraft créé par Blizzard Entertainment en 1998. Elle a été complétée avec les suites StarCraft: Brood War, StarCraft II, StarCraft 2: Heart of the Swarm et StarCraft 2: Legacy of the Void. La franchise a été étendue avec plusieurs séries de romans et des bandes dessinées.

## Création
Les personnages et l’histoire de la série StarCraft ont été créés par Chris Metzen et James Phinney. Cependant, comme Phinney n’est pas impliqué dans Brood War, Chris Metzen seul est crédité pour le développement de l’intrigue dans l’expansion.
Visuellement, la plupart des personnages dans les jeux ont été développés à partir des dessins réalisés par Chris Metzen et Samwise Didier, même si au moins deux autres artistes (Glenn Rane et Peter Lee) ont travaillé sur la conception de StarCraft II. Il est également spécifié par certains des auteurs des romans que le développement des personnages de leurs livres a été influencé par Metzen. Cela est particulièrement vrai pour les personnages apparaissant tard dans les jeux, comme Valerian Mengsk.

## Terrans

### DuGalle, Gérard
DuGalle est présent dans le jeu StarCraft : Brood War (1998).
L’Amiral Gérard DuGalle est le dirigeant de l'expédition du Directoire de la Fédération Terrienne (DFT). Il a pour mission de reprendre le contrôle du Secteur Kropulu et d'étudier les Zergs. Dans les premiers temps de l’invasion, il laisse à son vice-amiral Alexei Stukov, le soin des préparatifs de l’invasion. Ensemble, ils parviennent à vaincre le Dominion terran sur sa planète capitale, Korhal, mais échouent à capturer Mengsk.
Il utilise ensuite une machine nommée Perturbateur Psi pour désorganiser les Zergs le temps d'asservir leur Maître-esprit. À la suite de cette victoire, le Directoire devient la première puissance du secteur, contrôlant une partie des Zergs. Mais, l'hégémonie du DFT attise l'inimitié de toutes les forces en présence qui s'unissent alors contre lui. Et, lors de la bataille finale contre Sarah Kerrigan, l'amiral DuGalle est vaincu et supplie cette dernière de laisser ses hommes repartir. Elle accepte initialement, puis trahit sa parole et lance toutes ses forces à la poursuite du Directoire. Après avoir rédigé une dernière lettre à sa femme, DuGalle se suicide. Peu après, les hommes du DFT sont rattrapés par les Zergs et sont tous massacrés.

### Duke, Edmund
Edmund Duke est présent dans les jeux StarCraft (1998) et StarCraft : Brood War (1998).
Edmund Duke est le général de la Confédération Terrane commandant l'escadron Alpha. Duke a cinquante-trois ans quand la guerre contre les Zergs éclate. Large d'épaules et rayonnant d'autorité, Duke est physiquement impressionnant. D'abord hostile à la rébellion d'Arcturus Mengsk, Duke accepte de changer de camps et devient l'amiral en chef de l'empire du Dominion. Resté au côté de Mengsk après sa chute, il est tué par les Zergs lorsque Kerrigan trahit l'empereur déchu.

### Duran,  Samir
Samir Duran est présent dans le jeu StarCraft : Brood War (1998).
Samir Duran est un personnage mystérieux. Il prétend être âgé de plusieurs millénaires.  Duran est apparu lors de la Guerre de l'Essaim. Il prit la tête d'un groupe de Confédérés qui ne voulaient pas reconnaître l'autorité du Dominion d'Arcturus Mengsk. Il s'allia alors à l'expédition du Directoire de la Fédération Terrienne contre Mengsk puis la trahit pour rejoindre les forces de Sarah Kerrigan. Après la guerre de l'Essaim, il disparaît de la circulation. Il change son nom et son apparence dans StarCraft 2 pour se nommer Emil Narud.

### Findlay, Tychus
Tychus Findlay est présent dans le jeu StarCraft II: Wings of Liberty (2010), ainsi que dans les livres Les Diables du Ciel (2010) et La Dette du Diable (2011).
Tychus Findlay est un ancien marine compagnon d'armes de Jim Raynor. Ils deviennent par la suite hors la loi. Traqué par la police de la Confédération, il finit par se faire capturer pour permettre à Raynor de s'enfuir, et se retrouve pendant de longues années en prison. L'empereur Arcturus Mengsk le libère pour en faire un espion dans le camp des rebelles.
Dans StarCraft II, il est doublé en version française par Philippe Dumond.

### Horner, Matthew
Matthew Horner est présent dans les jeux StarCraft II: Wings of Liberty (2010), StarCraft II: Heart of the Swarm (2013), StarCraft II: Legacy of the Void (2015), ainsi que dans le livre La Reine des lames (2006).
Matthew Horner est le commandant en second de Jim Raynor sur le cuirassé rebelle l'Hypérion.
Dans StarCraft II, il est doublé en version française par Bruno Choël et en version originale par Brian Bloom.

### Kerrigan,  Sarah
D'abord agent fantôme du gouvernement de la Confédération Terrane, Kerrigan rejoint ensuite les rangs des rebelles les « Fils de Khoral ». Elle devient la plus proche collaboratrice du dirigeant du groupe, Arcturus Mengsk. Mais, après un lourd désaccord, celui-ci la trahit et l’abandonne face à une armée d'aliens Zergs. Infestée par ceux-ci, elle se transforme en un hybride. Après la mort du Maitre-Esprit, elle devient par la suite la dirigeante incontestée des Zergs et se proclame alors Reine des lames.
Dans StarCraft II, elle est doublée en version française par Sophie Riffont et en version originale par Tricia Helfer.

### Mengsk,  Arcturus
Arcturus Mengsk est présent dans les jeux StarCraft (1998), StarCraft : Brood War (1998), StarCraft II: Wings of Liberty (2010) et StarCraft II: Heart of the Swarm (2013), ainsi que dans les livres de la trilogie La Saga du templier noir (2007-2009).
Arcturus Mengsk est un Terran originaire de la planète de Korhal. Lorsque sa planète s'est soulevée contre la Confédération Terranne, le gouvernement la noya sous les bombes nucléaires, faisant d'elle un désert brûlant. Mengsk sera dès lors mû par une soif de vengeance contre le gouvernement confédéré. Il fonde les Fils de Khoral, une organisation armée ayant pour objectif le renversement du régime. Durant cette guerre, Mengsk est épaulé par l'espionne Sarah Kerrigan, l'ancien marshall James Raynor et le général Edmund Duke. Mais au fil des batailles, il semble s'endurcir, n'hésitant pas à combattre les Protoss ou à se servir des Zergs comme arme, notamment contre Tarsonis, le monde capital confédéré, s'attirant les critiques de plus en plus vives de Raynor et  de Kerrigan. Lorsqu'il abandonne cette dernière sur Tarsonis face à une armée entière de Zergs, Raynor, furieux, l'abandonne et jure de ne jamais connaître le repos tant qu'il ne lui aura pas fait payer. Ne rencontrant plus aucune opposition, Mengsk se fait sacrer empereur du Dominion terran et installe sa capitale sur Korhal.
Durant la Guerre de l'Essaim, son règne est mis à mal par l'arrivée du Directoire de la Fédération Terrienne, chargé de reprendre le contrôle du secteur de Koprulu et d'étudier les Zergs. Vaincu sur sa planète capitale, Mengsk est secouru in extremis par Raynor ses alliés Protoss qui le conduisent sur la planète Aïur. L'empereur déchu se retrouve alors aux côtés de Raynor, les Protoss et Kerrigan pour combattre le DFT. Mais alors qu'il vient de reprendre Korhal avec le soutien de Kerrigan, cette dernière le trahit, détruit son armée et tue l'amiral Duke. Par la suite, Mengsk parvient à reconstituer une armée, mais est de nouveau vaincu. Il se retire alors sur Khoral et reconstruit petit à petit son Dominion.

### Mengsk, Valérian
Valerian Mengsk est présent dans les jeux StarCraft II: Wings of Liberty (2010), StarCraft II: Heart of the Swarm (2013) et StarCraft 2: Legacy of the Void (2015), ainsi que dans les livres de la trilogie La Saga du templier noir (2007-2009).
Valerian Mengsk est le second empereur du Dominion Terran, succédant à son père, l'empereur Arcturus Mengsk. Sa grande passion est l'archéologie, en particulier l'étude des artefacts Xel'Naga, à l'aide de son entreprise, la fondation Mœbius.
Dans StarCraft II, il est doublé en version française par Damien Boisseau et en version originale par Josh Keaton.

### Narud, Emil
Emil Narud est présent dans les jeux StarCraft II: Wings of Liberty (2010) StarCraft II: Heart of the Swarm (2013) et StarCraft 2: Legacy of the Void (2015).
Emil Narud est le nom utilisé par un métamorphe au service du Xel'Naga Amon. Il possède de grands pouvoirs psioniques. Se faisant passer pour un humain, Narud devient rapidement un docteur estimé de la Fondation Moebius. Il est alors considéré comme le pionnier de la biologie zerg et un expert des technologies protoss et Xel'Naga. Il s'agit en réalité de Samir Duran.
Dans StarCraft II, il est doublé en version française par Martial Le Minoux.

### Raynor, Jim
Raynor est un ancien soldat ayant combattu pour la Confédération dans une unité surnommée Les Diables du Ciel. Il se reconvertit ensuite avec son camarade Tychus Findlay dans la criminalité et le braquage. Après la capture de son associé par la police confédérée, il change radicalement de vie et devient marshall sur la colonie confédérée de Mar Sara. 
Quand commence la Première grande guerre, il participe à la protection de la population contre les Zergs. Mais après avoir détruit une base confédérée infestée par les créatures, il est mis en arrestation et emprisonné. Il est libéré par la suite par le chef rebelle Arcturus Mengsk et le rejoint dans sa lutte contre le régime corrompu de la Confédération Terrane. Mais, dégoûté par les méthodes immorales de Mengsk, surtout lorsqu'il abandonne Sarah Kerrigan sur Tarsonis, Raynor finit par se retourner contre lui et crée son propre groupe rebelle.
Dans StarCraft II, il est doublé en version française par Patrick Béthune et en version originale par Robert Clotworthy.

### Stukov, Alexeï
Stukov est présent dans les jeux StarCraft : Brood War (1998) et StarCraft II: Heart of the Swarm (2013).
Alexeï Stukov est le vice-amiral de l'expédition du Directoire de la Fédération Terrienne (DFT). Il assiste son ami et supérieur l'amiral Gérard DuGalle. Il s'oppose pourtant à la destruction du Perturbateur Psi, une machine capable d'influer sur l'esprit des Zergs. Désobéissant aux ordres, il le conserve secrètement sur Braxis. Quand son supérieur l'apprend, il envoie le lieutenant Samir Duran le mettre en état d'arrestation. Ce dernier l'exécute sans pitié. Son corps est ensuite volé par le docteur Emil Narud qui expérimente sur lui un traitement visant à fusionner les ADN Zerg et Humaine. Revenu à la vie, Stukov s’échappe du laboratoire de Narud avec la ferme intention de se venger de celui qui l’a transformé en monstre.
Dans StarCraft II, il est doublé en version originale par Victor Brandt.

### Terra, Nova
Nova Terra est présente dans les jeux StarCraft II: Wings of Liberty (2010) et StarCraft II: Heart of the Swarm (2013), ainsi que dans le livre Nova (2006).
Nova Terra est une agente fantôme comme Sarah Kerrigan. D'abord au service de la Confédération, elle passe, après la chute de ce régime, au service de l'empire du Dominion.
Dans Heroes of the Storm, elle est doublée en version française par Laura Blanc

### Tosh, Gabriel
Gabriel Tosh est présent dans le jeu StarCraft II: Wings of Liberty (2010), ainsi que dans le livre StarCraft Ghost: Spectres.
Gabriel Tosh est le chef des Spectres, un groupe de fantômes renégats d'un nouveau genre. Il propose son aide à Jim Raynor pour combattre le Dominion.

### Vermillion, Donny
Donny Vermillion est présent dans le jeu StarCraft II: Wings of Liberty (2010).
Donny Vermillion est, avec Kate Lockwell, le présentateur des informations sur la chaîne UNN qui peut être regardée au bar à bord du cuirassé l'Hyperion.
Dans StarCraft II, il est doublé en version française par Marc Alfos.

## Protoss

### Aldaris
Aldaris est présent dans les jeux StarCraft (1998) et StarCraft : Brood War (1998), ainsi que dans les livres de la trilogie La Saga du templier noir (2007-2009).
Aldaris est un Protoss de la caste des Judicateurs. C'est un fidèle du Khala, le religion officielle des Protoss. Il est hostile à Tassadar qui pactisa avec les templiers noirs contre la menace Zerg. Mais devant les succès rencontrés par Tassadar et ses alliés, il admet son erreur et leur apporte son soutien.
Après la mort de Tassadar et du premier Maître-esprit, il s'échappe avec les survivants Protoss d'Aïur. Ils sont accueillis sur Shakuras, planète des templiers noirs, par leur Matriarche Raszagal. Mais rapidement, l'ancien Judicateur exprime ses désaccords avec elle et réprouve son association avec Kerrigan. Découvrant que Raszagal est en fait sous le contrôle de la Reine des Lames, il prend les armes et entre ouvertement en lutte contre la Matriarche. Vaincu, il s'apprête à révéler à Artanis et Zeratul les raisons de son geste, mais est tué par Kerrigan.

### Artanis
Artanis est présent dans les jeux StarCraft (1998), StarCraft : Brood War (1998) et StarCraft 2: Legacy of the Void (2015), ainsi que dans le livre La Reine des lames (2006).
Artanis est un jeune Protoss membre de la caste des templiers. Il prend temporairement le commandement de la flotte Protoss après le limogeage de Tassadar. Après la guerre de l'Essaim, il devient officiellement le commandant de la flotte Protoss.
Dans StarCraft II, il est doublé en version française par Cédric Dumond et en version originale par Patrick Seitz.

### Fénix
Fénix est présent dans les jeux StarCraft (1998)  StarCraft : Brood War (1998) et StarCraft 2: Legacy of the Void (2015).
Fénix est un chef de guerre Protoss ami de Tassadar. Grièvement blessé en combattant des Zergs, son corps est transféré à l'intérieur d'une unité mécanique de combat nommé Dragon. Il apporte son soutien à Tassadar dans sa lutte contre le Maître-esprit. Après la mort de ce dernier, il participe avec Raynor à la protection des réfugiés Protoss allants sur Shakuras par un portail stellaire, mais ils restent tous les deux sur Aïur. Par la suite, ils sauvent Mengsk de la capture et forment avec Kerrigan une coalition contre le Directoire de la Fédération Terrienne. Mais après la victoire sur Korhal, la Reine des Lames trahit ses anciens alliés. Fénix est alors tué au combat.
Il renaît dans StarCraft II: Legacy of the Void  grâce à la technologie interdite purificatrice, qui consiste à implanter l'esprit d'un guerrier Protoss dans un corps robotique. Apprenant qu'il n'est pas le véritable Fénix, il décide de changer de nom pour se faire appeler Talandar : celui dont l'esprit est grand.
Dans StarCraft II, il est doublé en version originale par Marc Graue.

### Nyon
Nyon est présent dans le jeu StarCraft II: Wings of Liberty (2010).
Nyon est le commandant des Tal'darims, un groupe de Protoss fanatiques qui considèrent le Xel'Naga Amon comme un dieu.

### Raszagal
Raszagal est présente dans le jeu StarCraft : Brood War (1998), ainsi que dans les livres de la trilogie La Saga du templier noir (2007-2009).
Raszagal est la Matriarche des templiers noirs durant la Première Grande Guerre et la Guerre de l'Essaim. C'est la médium la plus puissante du secteur de Koprulu. Elle est kidnappée par Sarah Kerrigan pour faire pression sur Zeratul. Mais une fois que celui-ci a exécuté le Maître-esprit pour satisfaire Kerrigan, Raszagal refuse de le rejoindre. Zeratul comprend qu'elle est sous le contrôle de la Reine des Lames. Il l'enlève et tente de s'enfuir avec elle, mais est rattrapé. Il choisit alors de la tuer, préférant la voir morte et libre que vivante et esclave de Kerrigan. Dans son dernier souffle, la Matriarche remercie Zeratul et lui confie la tâche de guider leur peuple.

### Selendis
Selendis est présente dans les jeux StarCraft II: Wings of Liberty (2010) et StarCraft 2: Legacy of the Void (2015).
Selendis est l'une de rare femme Protoss d'importance. Elle est commandante de la flotte Protoss lors de la Seconde Grande Guerre. Selendis considère les templiers noirs comme une menace, mais elle est prête à travailler à leurs côtés face aux Zergs. Comme beaucoup de Protoss, elle a un profond respect pour Jim Raynor.
Dans StarCraft II, elle est doublée en version originale par Cree Summer.

### Tassadar
Tassadar est présent dans le jeu StarCraft (1998).
Tassadar, est le commandant Protoss de la force expéditionnaire chargée d'exterminer la menace Zerg. C'est lui qui révèle l’existence des Protoss aux humains. Tassadar est extrêmement réticent à sacrifier les Terrans qui se retrouvent entre les Protoss et les Zergs. Il finit par perdre son commandement pour s'être allié avec les templiers noirs. Lors de la bataille d'Aïur, il se sacrifie pour détruire le Maître-esprit en lançant son vaisseau sur la créature.
Dans Heroes of the Storm, il est doublé en version française par Christophe Peyroux.

### Ulrezaj
Ulrezaj est présent dans les livres de la trilogie La Saga du templier noir (2007-2009).
Ulrezaj est un Archonte noir Protoss formé de sept templiers noirs. Il dirige un groupe de templiers noirs qui ont juré de se venger du gouvernement Protoss qui les a exilés d'Aïur.

### Zeratul
Zeratul est présent dans les jeux StarCraft (1998), StarCraft : Brood War (1998), StarCraft II: Wings of Liberty (2010), StarCraft II: Heart of the Swarm (2013) et StarCraft 2: Legacy of the Void (2015).
Zeratul est un templier noir Protoss. Pendant la Première Grande Guerre, Zeratul s'allie avec le commandant Tassadar contre la menace Zerg. C'est lui qui tue le Cérébrat Zasz. Il guide, avec Artanis et Aldaris, les réfugiés Protoss sur Shakuras, la planète des templiers noirs. Hélas, de nombreux Zergs les ont suivis, et s'implantent sur ce monde. La Matriarche Raszagal leur révèle alors une prophétie selon laquelle si deux cristaux, l'Uraj et le Khalis, sont réunis dans le Temple Xel'Naga, alors un pouvoir formidable sera libéré et balaiera les Zergs de la surface de Shakuras.
Durant leur périple à la recherche des cristaux, ils sont rejoints par Kerrigan, qui affirme vouloir les aider à vaincre les Zergs de Shakuras. Zeratul finit par lui faire confiance, contrairement à Artanis. Mais après avoir récupéré les deux cristaux, ils apprennent qu'en leur absence, Aldaris a mené une insurrection contre la Matriarche. Après avoir vaincu ses forces, Zeratul et Artanis demandent à Aldaris d'expliquer les raisons de son geste. Mais Kerrigan intervient à ce moment-là et tue Aldaris, l'empêchant de parler. Furieux qu'elle ait interféré dans une affaire entre Protoss, Zeratul la bannit de la planète.
Lors d'un raid sur Shakuras, des Zergs de Kerrigan s'emparent de la Matriarche, et se servent d'elle pour obliger Zeratul à éliminer le nouveau Maître-esprit, rendant ainsi Kerrigan maîtresse incontestée de l'Essaim. Mais alors qu'il a rempli sa part du marché, il se rend compte que Raszagal est sous l'influence de Kerrigan. Il choisit alors de la tuer, préférant la voir morte et libre plutôt que vivante et esclave de Kerrigan. Dans son dernier souffle, la Matriarche remercie Zeratul et lui confie la tâche de guider leur peuple. Kerrigan, impressionnée par ce geste, lui laisse la vie et l'autorise à partir.
Dans toute la trilogie de StarCraft 2, Zeratul est à la recherche d'une ancienne prophétie Xel'Naga qui annoncerait la fin du monde . Cette prophétie se révéla être exacte et est mise en œuvre dans StarCraft 2 : Legacy of the Void . Amon, le Xel'Naga déchu est de retour et annonce la fin du Cycle Éternel . Il s'empare du Khala et s'en sert comme arme. Il parvint à contrôler le hiérarque Artanis, et l'utilise contre Zeratul. Ce dernier trouve alors la mort en sauvant son hiérarque de la corruption du Khala. Ses derniers mots furent : "La Clé vous guidera vers les Xel'Naga".
Dans StarCraft II, il est doublé en version française par Pierre Dourlens et en version originale par Fred Tatasciore.

## Xel'Naga

### Amon
Amon est présent dans les jeux StarCraft II: Wings of Liberty (2010), StarCraft II: Heart of the Swarm (2013) et StarCraft 2: Legacy of the Void (2015).
Amon est un Xel'Naga énigmatique. C'est lui qui créa le Maître-esprit sur Zérus. Il est également responsable de la création des hybrides Zerg/Protoss. Il est secondé par le Xel'Naga Emil Narud.
Dans Legacy of the Void, Amon est l'ennemi principal de toutes les races du Secteur. Il achève une série d'actions pour sa réapparition dans la galaxie : tout d'abord, il corrompt le Khala et s'empare de la civilisation Protoss, qu'il utilisera pour se façonner un corps.
Il rompt ensuite l'accord passé avec les Tal'Darim mais garde tout de même leur Flotte de Mort. Il tend un piège à Artanis sur Ulnar. Il sera ensuite, par le biais d'une alliance entre Tal'Darim, Daelaam et Purificateurs, rejeté dans le Vide. Mais Amon n’étant pas encore mort, Kerrigan entend un appel (celui d'Ouros, un autre Xel'Naga) depuis le Vide et décide de s'y rendre avec les Protoss et les Terrans. Là-bas, ils tuent le sous-fifre d'Amon, Narud. Ensuite, ils rencontrent Ouros qui fait don de son essence à Kerrigan, Kerrigan absorbe l'essence de ce dernier et se transforme elle-même en Xel'Naga, et utilise toute sa puissance pour terrasser Amon une bonne fois pour toutes. Du moins c'est ce que laisse penser la fin, ou du moins existe-t-il une certaine ambiguïté.
Dans StarCraft II, il est doublé en version originale par Rick Wasserman.

## Zergs

### Abathur
Abathur est présent dans le jeu StarCraft II: Heart of the Swarm (2013).
Abathur est une créature zerg unique en son genre. Il a été créé par le Maître-esprit à partir de nombreuses espèces zergs. Il est le Maître des évolutions des Zergs. Il se sert de la bibliothèque d'ADN de l'Essaim pour créer de nouvelles créatures. Il réside dans la fosse d'évolution du leviathan.
Dans StarCraft II, il est doublé en version française par Frédéric Souterelle.

### Daggoth
Daggoth est présent dans les jeux StarCraft (1998) et StarCraft : Brood War (1998), ainsi que dans le livre La Reine des lames (2006).
Daggoth est l’un des Cérébrats de l'Essaim Zerg. Il dirige au nom du Maître-esprit, une partie de l'Essaim. Après la mort du Maître-esprit, Daggoth s'impose comme chef des Cérébrats et s'oppose à Kerrigan. Il ordonne à plusieurs de ses congénères de fusionner pour créer un second Maître-esprit. Mais son plan est contrecarré par Kerrigan et le Protoss Zeratul qui parviennent à tuer le nouveau Maître-esprit. Daggoth et les autres Cérébrats finissent par mourir faute d'avoir un Maître-esprit pour les alimenter.

### Dehaka
Dehaka est présent dans le jeu StarCraft II: Heart of the Swarm (2013).
Dehaka est l'un des chefs de clan des Zergs primordiaux de la planète Zerus. Il est bipède et arbore un grand bras gauche et un bras droit coupé. Contrairement aux autres chefs de clan, Dehaka décidera de suivre Kerrigan « tant que cette dernière lui permettra de récolter de l’essence ».

### Izsha
Izsha est présente dans le jeu StarCraft II: Heart of the Swarm (2013).
Izsha est une conseillère zerg au service de Sarah Kerrigan. Comme Zerg, elle est unique en son genre. Elle modère souvent les pulsions belliqueuses de Kerrigan.

### Maître-esprit
Le Maître-esprit est présent dans les jeux StarCraft (1998) et StarCraft II: Wings of Liberty (2010).
Le Maître-esprit est le premier dirigeant de l'essaim Zerg. Il a été créé sur la planète Zerus, monde natal des Zergs, par les Xel'Nagas. C'est l'un des rares Zergs qui disposent de la capacité de penser et de contrôler. Durant l'assaut des Zergs sur Tarsonis, la capitale de la Confédération, il capture la Terrane Sarah Kerrigan pour en faire une Zerg. Après l'éclosion de cette nouvelle créature, le Maître-esprit décide d'envahir Aïur, le monde natal des Protoss, dans le but d'assimiler ces derniers dans l'Essaim Zerg. Il est parvenu à connaître l'emplacement de cette planète en se connectant à l'esprit de Zeratul au moment où celui-ci voulut mettre à mort le Cérébrat Zasz. Pour superviser l'assimilation des Protoss, le Maître-esprit quitte sa planète de Char pour s'installer sur Aïur. Il choisit de s'installer sur l’emplacement d'un temple ancien qui marque l'endroit où les Xel'Nagas foulèrent la planète pour la toute première fois. Le Protoss Tassadar finit par le tuer en lançant son vaisseau sur lui.

### Zagara
Zagara est présente dans le jeu StarCraft II: Heart of the Swarm (2013).
Zagara est une mère des couvées originaire de Char. Elle est froide et impitoyable. Elle sert Sarah Kerrigan comme commandant en second pendant la Seconde grande guerre.
Dans StarCraft II, elle est doublée en version française par Marie Zidi et en version originale par Nika Futterman.

### Zasz
Zasz est présent dans le jeu StarCraft (1998), ainsi que dans le livre La Reine des lames (2006).
Zasz est l’un des Cérébrats de l'Essaim Zerg. Il dirige au nom du Maître-esprit, une partie de l'Essaim. Zasz surveille les agissements de Sarah Kerrigan à laquelle il ne fait pas confiance. Il est tué par le protoss Zeratul durant la Première grande guerre.